# Eclipse lunar de noviembre de 2003
| Eclipse total de luna 9 de noviembre de 2003                                           | Eclipse total de luna 9 de noviembre de 2003 |
| -------------------------------------------------------------------------------------- | -------------------------------------------- |
| Previo                                                                                 | Eclipse \| Eclipse total \| Saros            |
| Posterior                                                                              | Eclipse \| Eclipse total \| Saros            |
|                                                                                        |                                              |
| La trayectoria de la luna a través de la sombra de la Tierra.                          |                                              |
| Gamma                                                                                  | −0.4319                                      |
| Magnitud                                                                               | 1.0197                                       |
| Saros                                                                                  | 126 (44 de 70)                               |
| Duración (hr:mn:sc)                                                                    |                                              |
| Total                                                                                  | 00:21:58                                     |
| Parcial                                                                                | 03:31:25                                     |
| Penumbral                                                                              | 06:03:09                                     |
| Contactos                                                                              |                                              |
| P1                                                                                     | 22:16:59 UTC                                 |
| U1                                                                                     | 23:32:50 UTC                                 |
| U2                                                                                     | 1:07:34 UTC                                  |
| Máximo                                                                                 | 1:18:34 UTC                                  |
| U3                                                                                     | 1:29:32 UTC                                  |
| U4                                                                                     | 3:04:15 UTC                                  |
| P4                                                                                     | 4:20:08 UTC                                  |
| Trayectoria de la Luna a través de la sombra de la Tierra en la constelación de Aries. |                                              |

Este eclipse lunar total tuvo lugar el 9 de noviembre de 2003, el último de los dos eclipses lunares totales en 2003, siendo la primera en 16 de mayo de 2003.

## Visibilidad
El eclipse fue completamente visible sobre el este de América, gran parte de África y Europa, se vio elevándose sobre el oeste de América y el Océano Pacífico y ocultándose sobre el este de África y el oeste, centro y sur de Asia.